# Martta Haatanen
Martta Haatanen, född Sandström, född 7 juli 1904 i Iisalmi, död 17 december 1977 i Torneå, var en finländsk författare.
Haatanens far var järnvägsbyggare Juho Uljas Sandström och mamma Vilhelmiina Toivanen. Hennes make 1926–1963 var Jukka Haatanen. Haatanen bodde sedan 1947 i Torneå och dog där vid 73 års ålder. Haatanen gick i allmän skola och arbetade som kassör för matdistribution på ett järnvägsbygge och senare på Karelens flyktinghjälp. Från augusti 1940 arbetade hon som paketerare, tillfällig redaktör och bokrecensent för Pohjolan Sanomat.
Efter krigen deltog Haatanen i Torneå kommunpolitik som representant för Maalaisliitto, hon satt i stadsfullmäktige 1957 till 1968 och i stadsstyrelsen 1960. Hon var den första kvinnliga ledamoten i stadsstyrelsen i stadens historia. 
Totalt skrev hon 19 romaner, som har översatts till svenska, danska och franska.